# Самар (кибуц)
Самар (ивр. סמר‎) — израильский кибуц, основанный движением «Ха-шомер ха-цаир» в Араве недалеко от города Эйлат, принадлежащий к региональному совету Хевель-Эйлот . Кибуц был основан в 1976 году ядром, состоящим из фермеров, которые предпочитали структуру кибуца, отличную от той, в которой они выросли. Его название происходит от названия дикого растения, произрастающего в регионе Арава и на Мертвом море.

## Описание
Самар — один из немногих кибуцев, которые ведут кооперативный и коллективный образ жизни. Кроме того, Самар — единственный кибуц, где есть открытый кооперативный фонд и нет денежного пособия на каждую семью. Вместо этого каждый член кибуца может снимать из фонда любую сумму, которую он пожелает, и вкладывать в него свой доход (нет ограничений на расходы и доходы каждого члена).
Кроме того, в кибуце нет наблюдения за рабочим временем, поэтому каждый может работать сколько угодно часов, по своему личному решению.
Экономика кибуца в основном основана на экспорте выращиваемых органических фиников за границу, молочной ферме (молоко продается в кибуц Йотвата) и многом другом.
Кибуцу принадлежат земли, расположенные на шоссе 40 к северу от перекрестка Шизафон, на которых работает комплекс для проведения фестивалей, семинаров, мероприятий и групп. Здесь живёт небольшое сообщество из примерно 30 человек, которые управляют и обслуживают комплекс и проводимые в комплексе мероприятия. В прошлом он принимал активное участие в круизах «Ашрам в пустыне».
В кибуце установка для выработки электроэнергии из солнечной энергии по методу гелиоконцентратора . Сконцентрированный солнечный свет концентрируется гелиостатами, которые передают энергию приемнику, расположенному на вершине башни.

## Галерея

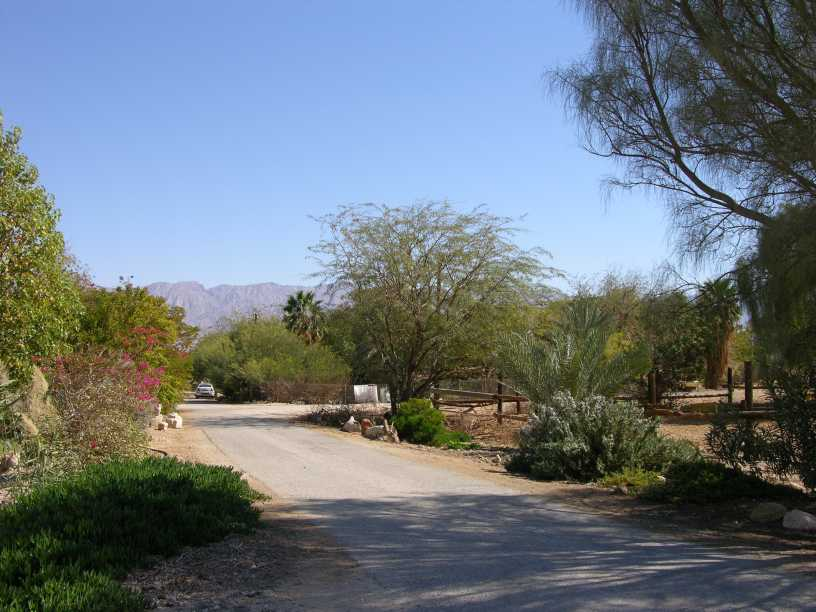
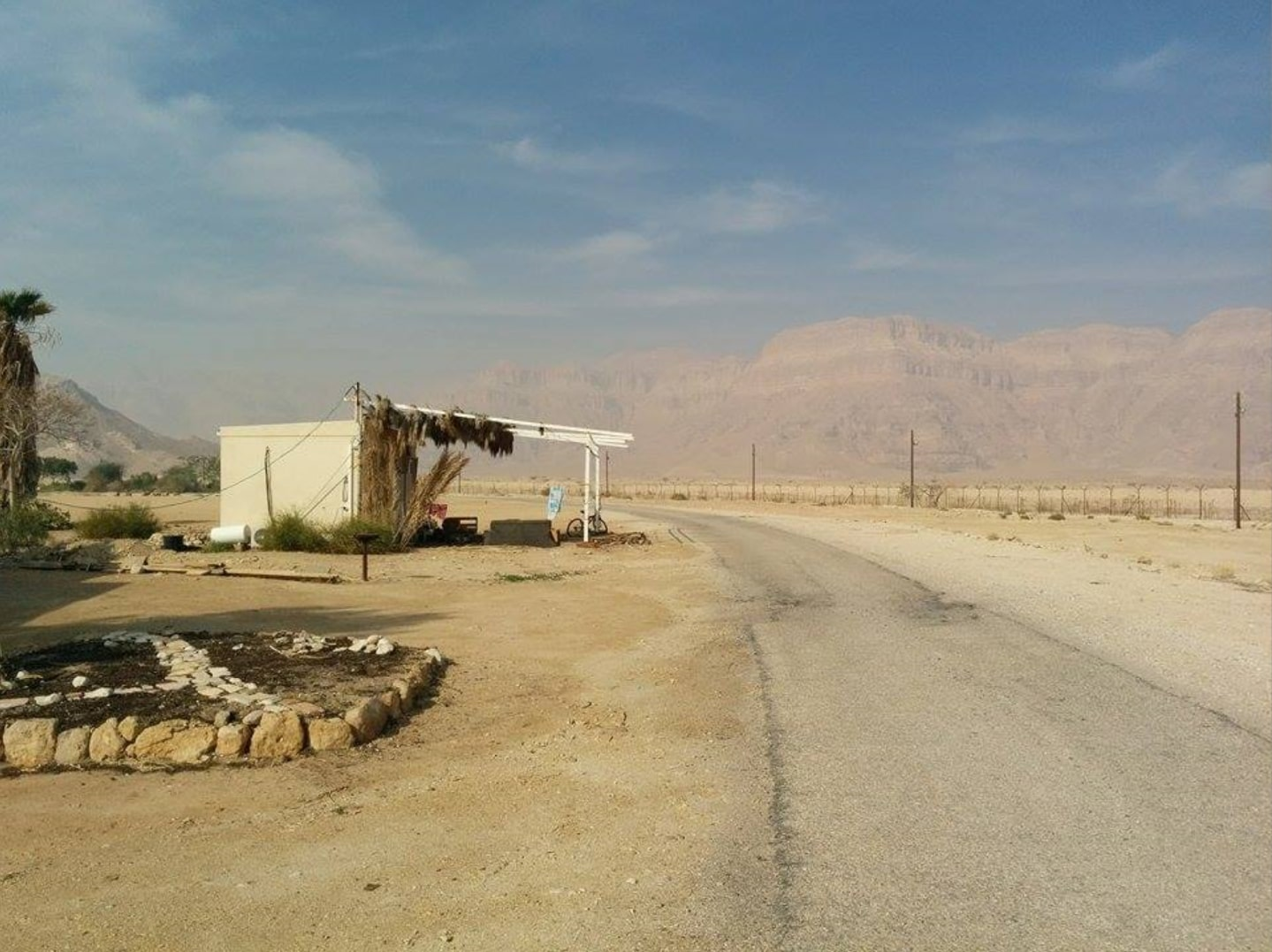
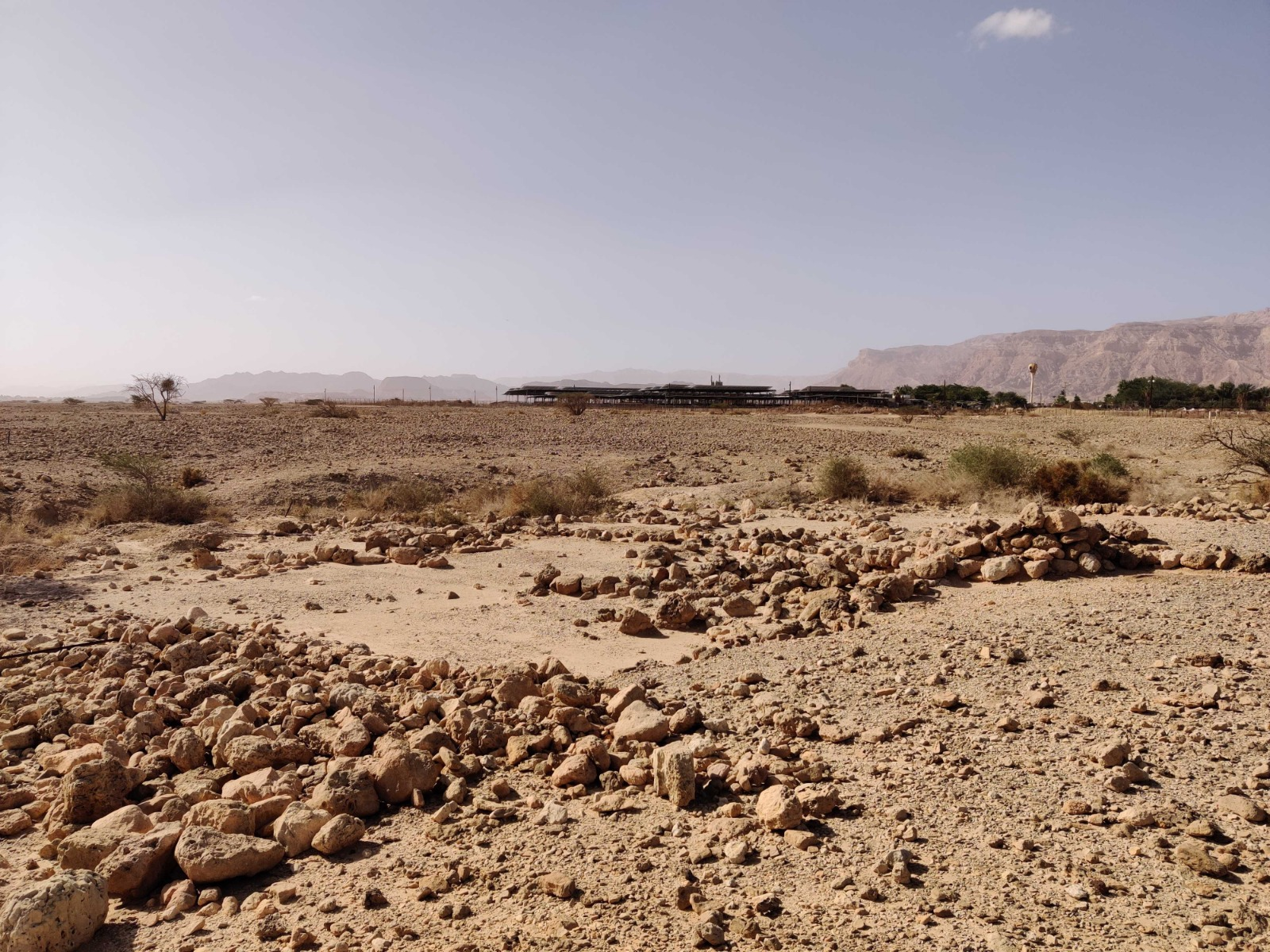
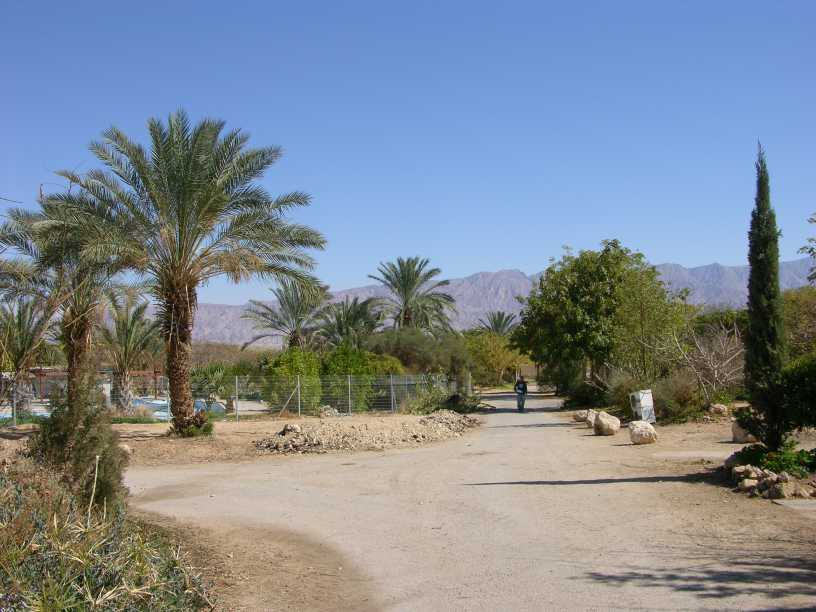

## Население
По данным Центрального статистического бюро Израиля, население на начало 2020 года составляло 279 человек.